# Vercoquin y el pláncton
Vercoquin y el plancton (Vercoquin et le plancton en francés) es la segunda novela de Boris Vian escrita en 1943 aunque publicada en 1946 por Gallimard. Esta novela ha sido editada en Argentina por Ediciones De La Flor en 1969 (1ª ed.) y en España por Ediciones Felmar en 1974 y en Editorial Impedimenta en 2011. En ella el autor retrata el ambiente festivo que se vivía en París durante la Ocupación alemana ante la necesidad de evadirse de la dura realidad cotidiana, en concreto por lo que respecta a las llamadas surprise-parties. En estas reuniones nocturnas las personalidades más excéntricas se congregaban para dar rienda suelta a sus desenfrenadas ansias de diversión.

## Argumento
La novela se sitúa entre dos de las parisinas surprise-parties. En el transcurso de la primera de ellas, el Mayor (personaje recurrente de Boris Vian creado a partir de la figura real de su amigo de juventud Jacques Loustalot) se enamora de Zizanie, a la que logra conquistar, no sin antes ofrecernos todo un «manual» de seducción con los trucos más estrambóticos. En la segunda de las fiestas, el Mayor acaba prometiéndose en matrimonio con la chica. Entre ambas celebraciones, este personaje trata de obtener la autorización del tío y tutor de Zizanie, Sub-Ingeniero principal de la CNU (Consorcio Nacional de la Unificación), versión esperpéntica de la AFNOR (Asociación Francesa de Normalización), en la que Vian trabajó. Para ello cuenta con la ayuda indispensable de su amigo Antioche Tambretambre -que podría ser el propio autor-, brazo derecho del Mayor, experimentado organizador de surprise-parties, conquistador de doncellas y bebedor empedernido. Sin embargo, el camino hasta lograr el beneplácito del Ingeniero -hombre mezquino y aburrido al que todos sus subalternos detestan- será largo y tortuoso. 